# Incrível, Fantástico, Extraordinário
Incrível, Fantástico, Extraordinário é uma franquia transmidiática brasileira de produtos culturais, baseada em casos que continham algum elemento de mistério sobrenatural. A série foi criada nos anos 1940 e ganhou diversas versões em diferentes mídias ao longo das décadas, devido ao imortal interesse do público por este tipo de narrativa.

## Programa da Rádio Tupi
Originalmente, era um programa radiofônico da rádio Tupi, criado em 1947 pelo cantor, compositor e radialista brasileiro Henrique Fôreis Domingues, mais conhecido como Almirante, "a mais alta patente do rádio nacional". O programa trazia relatos e histórias sobrenaturais contados por ouvintes de todo o Brasil, que enviavam cartas contando suas histórias, que eram então encenadas pelos atores da rádio, com efeitos sonoros e música feita pela orquestra da Tupi. Segundo Luiz Antonio Simas, teria sido “a série de programas radiofônicos de maior sucesso do rádio tupiniquim”. O primeiro programa da série foi ao ar no dia 21 de outubro de 1947, com as seguintes histórias: 'A aranha',  'O comandante', 'Saci Pererê' e 'O Baile'.

## O Livro de 1951

Capa da versão em livro do programa radiofônico homônimo (1951, editora O Cruzeiro)

Em 1951, devido ao enorme sucesso do programa radiofônico, a editora O Cruzeiro publicou um livro reunindo as melhores histórias apresentadas no programa, em um livro de capa dura também chamado "Incrível! Fantástico! Extraordinário!". 

## O Filme de 1969
Em 1969 foi lançado nos cinemas brasileiros um filme homônimo, dirigido por C. Adolpho Chadler, apresentando algumas histórias curtas, em formato semelhante ao que já havia sido feito no rádio. O roteiro era do próprio Chadler, e também de René Martin. O elenco do filme incluía Cyl Farney, Glauce Rocha, Fábio Sabag além do próprio Almirante (compositor) e a narração de Mário Lago.

## Revista em Quadrinhos
No mesmo ano, aproveitando o lançamento do filme nos cinemas, também foi lançada uma revista em quadrinhos com o mesmo nome do filme e do programa de rádio. A revista foi publicada por uma obscura editora chamada Fase, que nunca lançou nenhum outro quadrinho, e durou apenas duas edições, em formato americano (17 x 26 cm) e miolo impresso em preto-e-branco. 
As histórias da primeira edição eram:
- A cilada ao sacerdote
- Terra no bigode
- Materialização!
- A dívida do morto

## Quadro no programa 'Fantástico' da Rede Globo
No início dos anos 1980, o programa Fantástico da Rede Globo criou um quadro que ressucitava mais uma vez o programa da Rádio Tupi, e que durou de 28 de dezembro de 1980 a 22 de novembro de 1981. Assim como ocorria no filme, a apresentação dos quadros ficava a cargo do ator Mário Lago. Curiosamente, a série estreou na televisão menos de uma semana após a morte de seu criador, que faleceu em 22 de dezembro de 1980.

## Segundo Livro
No ano de 1989, mais uma vez os episódios da série radiofônica seriam publicados em formato de livro, desta vez pela editora Francisco Alves. Apesar de Almirante ter falecido em 1980, seu nome é listado na capa como autor. O livro também continha o subtítulo "Incrível! Fantástico! Extraordinário! -- Outros Casos Verídicos de Terror".

## Versão da Rede Manchete
Nos anos de 1994 e 1995, a emissora carioca Rede Manchete produziu um novo programa de TV utilizando o mesmo nome e formato do programa original da Rádio Tupi. Os episódios iam ao ar toda quarta-feira logo após o Jornal da Manchete e foi uma aposta da casa para refrescar sua produção dramatúrgica e ficcional.
Alguns episódios apresentados:
- A Garra do Macaco
- O Convento
- A Possessão
- Gêmeas
- O Fantasma da Prostituta
- O Medo
- O Baile - direção de Luiz Armando Queiróz, com Marcelo Picchi, Myrian Rios e Anna de Aguiar
- A Casa da Clareira
- A Lenda